# Údolí Ohře
Údolí Ohře je přírodní památka, byla vyhlášena v roce 1976 a nachází se u obce Staré Sedlo. Předmětem ochrany jsou pseudokrasové jevy, které se spolu s významnými geologickými profily nacházejí v sedimentech po obou březích morfologicky výrazného údolí řeky Ohře. Tyto sedimenty obsahují četné fosilní pozůstatky třetihorní flóry. Chráněna jsou rovněž rostlinná a živočišná společenstva na území přírodní památky.

## Popis oblasti

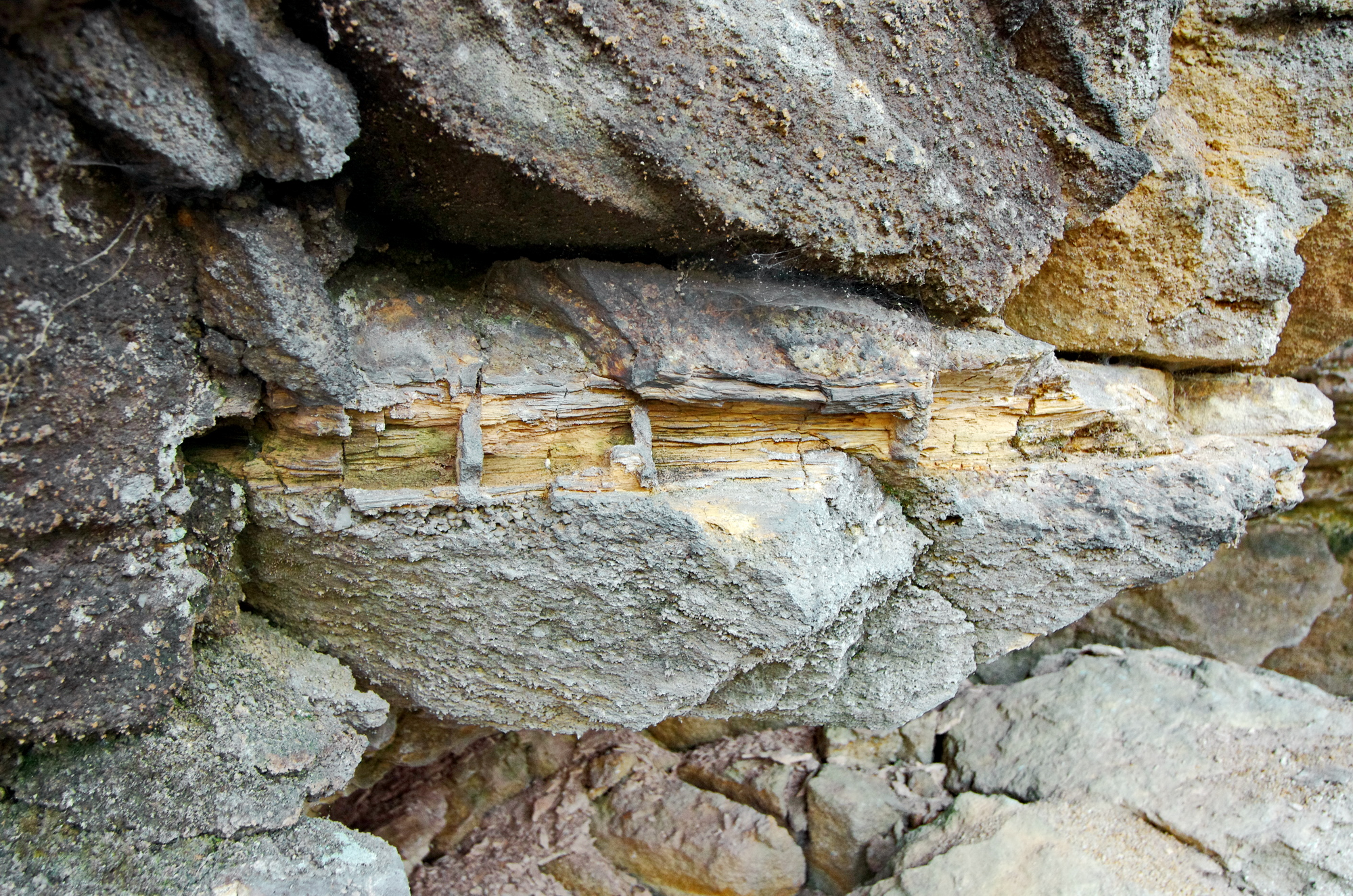
Zkamenělý kmen stromu

Jedná se o krátký, kaňonovitý, přírodně pozoruhodný úsek řeky Ohře mezi silničním mostem u Sokolova na dálnici D6 a Starým Sedlem, v katastrálních územích Staré Sedlo u Sokolova a Nové Sedlo u Lokte. V tomto přibližně 1,5 km dlouhém a 300 m širokém úseku se v sedimentech nacházejí ve skalních stěnách zkamenělé zbytky třetihorních rostlin, části kmenů a větví. Území je turisticky hodně frekventované, protože po levém břehu Ohře vede zeleně značená turistická stezka, která je současně i páteřní cyklostezkou.

## Přírodní poměry

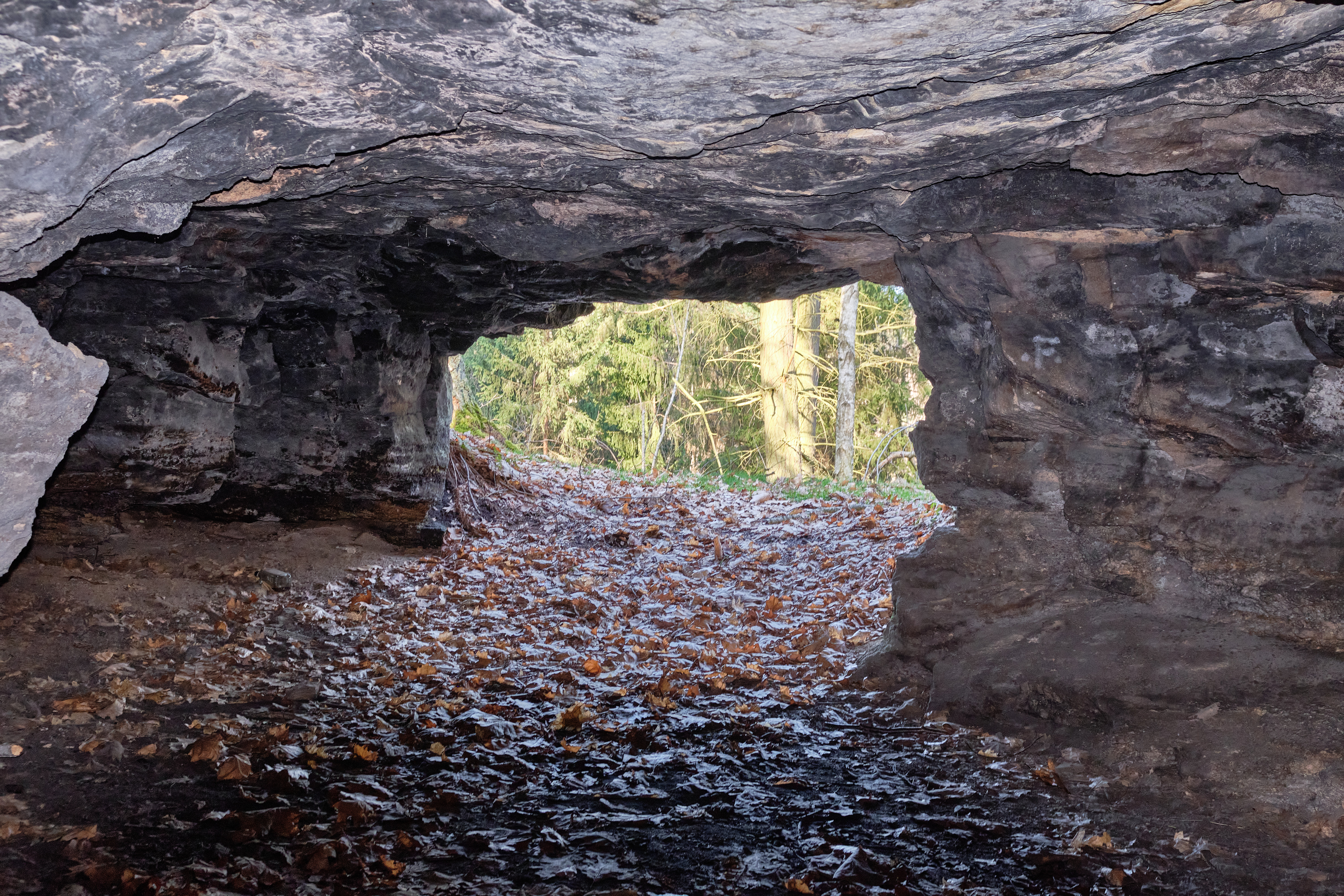
Jeskyně Cikánka

### Geologie a paleontologie
Přírodní památka se nachází v geomorfologickém celku Sokolovská pánev. Řeka Ohře se zde zařezává do žul karlovarského plutonu, na které nasedají třetihorní sedimenty starosedelského souvrství. Starosedelské souvrství obsahuje nejstarší terciérní sedimenty na území sokolovské pánve. Typickými horninami starosedelského souvrství jsou zde křemence, pískovce a slepence, které obsahuje až 45 cm velké valouny. Mocnost starosedelského souvrství zde dosahuje až 40 m. Makroflóra starosedelského souvrství obsahuje zkameněliny vymřelých teplomilných dřevin příbuzných ambroním, stálezeleným vavřínům a skořicovníkům, které potvrzují eocenní stáří sedimentů.
Nad pravým břehem Ohře je pod obcí Staré Sedlo vytesáno do pískovcové skály sedátko, nazývané kamenný trůn Kazatelna. Podle regionálního badatele Gnirse se může jednat o staré kultovní místo, kde naši předkové uctívali duchy a božstva vodních živlů.
Strmé svahy jsou členěny erozními rýhami a vystupujícími skalními bloky, ve kterých se vytvořily pseudokrasové jeskyně s množstvím dalších dutin. Většina těchto útvarů se nachází ve svazích nad pravým břehem, několik desítek metrů nad hladinou Ohře. Největší jeskyně Cikánka je dlouhá přibližně 40 m. Pseudokrasové jevy souvisejí s boční výmolovou činností Ohře a jsou unikátní v České republice.

### Flóra a fauna
Na území převládají smíšené, převážně listnaté lesy, ve kterých žijí běžné druhy živočichů opadavých lesů. Poměrně pestrá je fauna ptáků. Běžný je mlynařík dlouhoocasý (Aegithalos caudatus), sýkora lužní (Poecile montanus), pěnice slavíková (Sylvia borin), kukačka obecná (Cuculus canorus), strakapoud malý (Dendrocopos minor) a mnoho dalších ptáků.